# Andorra (album)
Andorra è un album in studio del musicista canadese Caribou, pubblicato nel 2007.
Il disco ha ottenuto il premio Polaris Music Prize nel 2008.

## Tracce
1. Melody Day – 4:11
2. Sandy – 4:09
3. After Hours – 6:15
4. She's the One – 3:59
5. Desiree – 4:12
6. Eli – 3:04
7. Sundialing – 4:40
8. Irene – 3:38
9. Niobe – 8:51